# Flames de Liberty
Les Flames de Liberty (en anglais Liberty Flames ou Lady Flames pour les équipes féminines) sont un club omnisports universitaire représentant l'université Liberty située à Lynchburg dans l'État de Virginie aux États-Unis.
Ses équipes participent à vingt sports universitaires différents au sein de la Division I dans la National Collegiate Athletic Association.
Dès juillet 2023, la plupart des programmes seront membres de la Conference USA (CUSA), à l'exception des équipes de :
- crosse féminine et natation féminine participent dans l'Atlantic Sun Conference.
- hockey sur gazon qui resteront dans la Big East Conference ;
- soccer masculin qui joueront dans l'Ohio Valley Conference.

La mascotte dénommée, Sparky, est présente sur la plupart des compétitions à domicile.

## Disciplines
| Hommes                              | Femmes                              |
| ----------------------------------- | ----------------------------------- |
| Athlétisme (intérieur et extérieur) | Athlétisme (intérieur et extérieur) |
| Baseball                            | Softball                            |
| Basket-ball                         | Basket-ball                         |
| Cross-country                       | Cross Country                       |
| Football américain                  |                                     |
| Golf                                | Crosse                              |
| Hockey sur gazon                    | Football (soccer)                   |
| Soccer                              | Tennis                              |
| Tennis                              | Natation                            |
|                                     | Volley-ball                         |

## Football américain

### Descriptif en fin de saison 2023
- Couleurs :    (bleu, blanc, rouge)

- Surnom : Flames

- Dirigeants :
  - Directeur sportif : Ian McCaw (en)
  - Entraîneur principal : Jamey Chadwell (en), 1re saison, 13-1 (92,9 %)

- Stade :
  - Nom : Arthur L. Williams Stadium
  - Capacité : 25 000

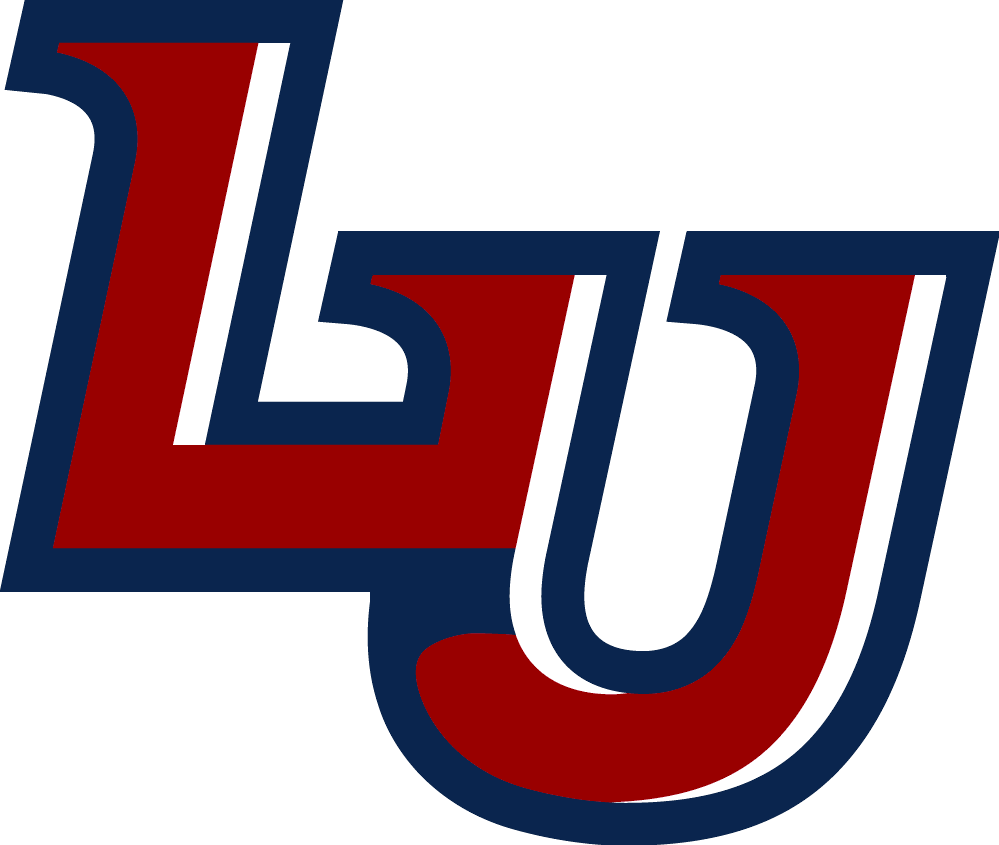
Logo simplifié.

  - Surface de jeu : gazon artificiel (FieldTurf)
  - Lieu : Lynchburg, Virginie

- Conférence :
  - Actuelle : NCAA Division I FBS - Conference USA (CUSA)
  - Anciennes :
    - 1973-1980 : NAIA comme équipe indépendante
    - 1981-1988 : NCAA Division II comme équipe indépendante
    - 1989-2001 : NCAA Division I FCS comme équipe indépendante
    - 2002-2017 : NCAA Division I FCS au sein de la Big South Conference
    - 2018-2022 : NCAA Division I FCS come équipe indépendante

- Internet :
  - Nom site Web : libertyflames.com
  - URL : https://libertyflames.com/sports/football/

- Bilan des matchs (depuis leur création en 1973, FCS+FBS) :
  - Victoires : 343 (54,5 %)
  - Défaites : 286
  - Nuls : 4

- Bilan des matchs (en FBS) :
  - Victoires : 53 (69,7 %)
  - Défaites : 23
  - Nuls : 0

- Bilan des Bowls :
  - Victoires : 3 (60 %)
  - Défaites : 2
  - Nul : 0

- College Football Playoff :
  - Apparitions : -
  - Bilan : -

- Titres FBS :
  - Titres nationaux : 0
  - Titres de la Conference USA : 1

- Titres FCS :
  - Titres nationaux : 0
  - Titres de conférence Big South : 8 (dont 6 à égalité)

- Joueurs :
  - Meilleures statistiques individuelles de l'histoire des Flames (en).
  - Vainqueurs du Trophée Heisman : 0
  - Sélectionnés All-American : 0

- Hymne : Fan the Flames! (en)

- Mascotte : Sparky

- Fanfare : Ths Spirit of the Mountain

- Rivalités : -

### Histoire

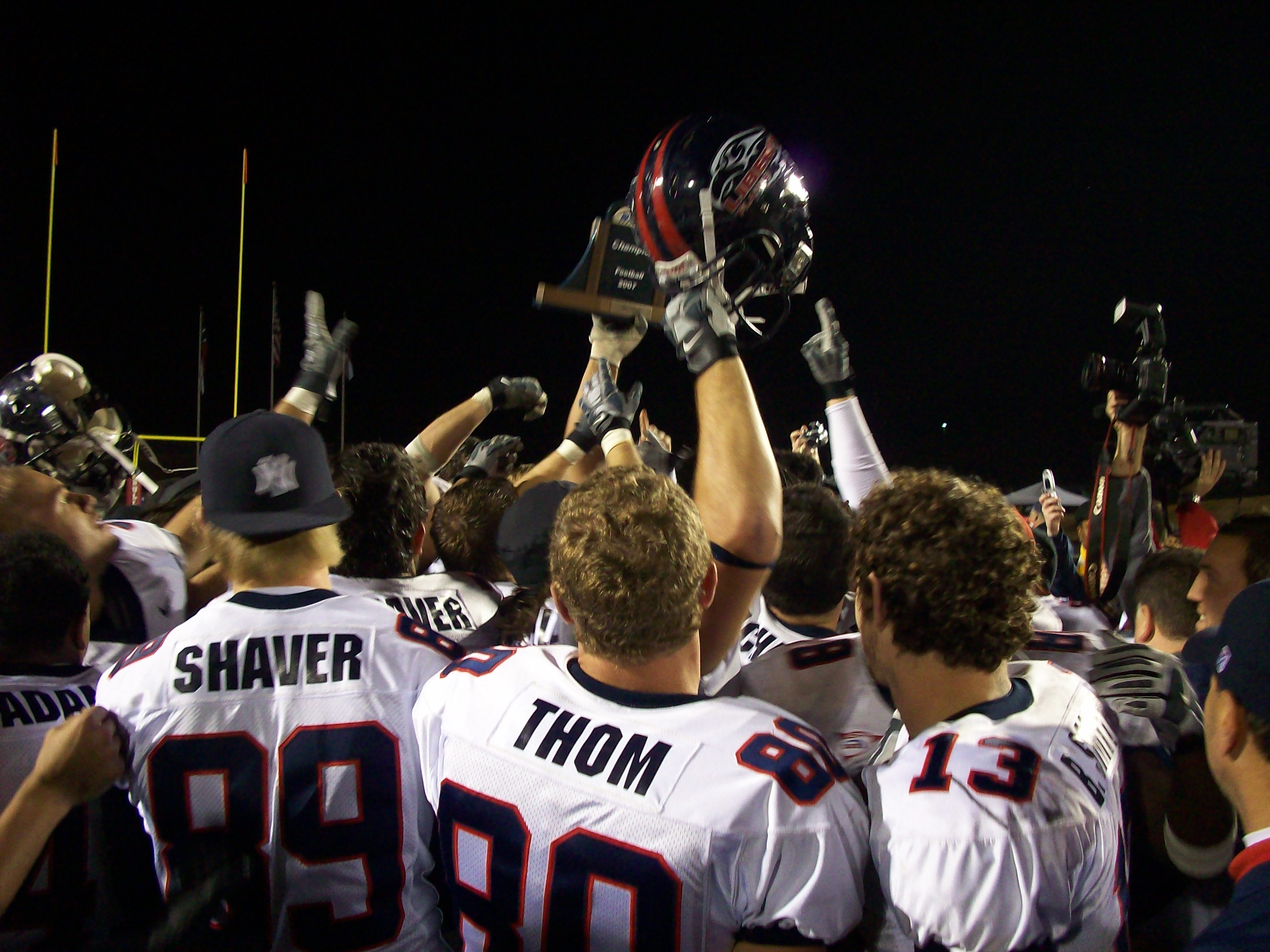
L'équipe des Flames de Liberty en 2007

Depuis sa création jusqu'en 2018, Liberty a joué en NCAA Division I FCS (seconde division du football universitaire américain anciennement dénommée NIAA, NCAA Division II ou NCAA Division I-AA). Elle y a été équipe indépendante (1973-2001) avant de devenir membre de la Conférence Big South en 2002. Liberty était le second plus jeune programme de cette seconde division (créée en 1971), la plus jeune étant l'Université Florida Gulf Coast (en) (fondée en 1991).
Membre de la Big South, Liberty participait à la Sasser Cup (en) dont le trophée était remis à l'université ayant les meilleurs programmes sportifs. Liberty en a remporté dix et détient le record de l'histoire de cette Conférence.
Le 16 février 2017, l'université annonce qu'elle va entamer sa transition vers la NCAA Division I FBS comme équipe indépendante, ce qui est accepté en juillet de la même année par la NCAA. La saison 2018 est une année de transition mais dès 2019, Liberty devient membre à part entière de la FBS et devient éligible pour un bowl.
Entre décembre 2018 et la fin de saison 2022, le programme de football américain a été dirigé par Hugh Freeze (en), ancien entraîneur des Rebels d'Ole Miss. Les Flames remportent le premier bowl de leur histoire au terme de leur première saison d'éligibilité en battant 23 à 16 les Eagles de Georgia Southern lors du Cure Bowl 2019. Freeze quitte Liberty le 28 novembre 2022 pour devenir entraîneur principal des Tigers d'Auburn. Il est remplacé pour le Boca Raton Bowl par Josh Aldridge (en) (intérimaire) et pour la saison 2023 par Jamey Chadwell (en).
L'équipe joue au Williams Stadium qui peut accueillir 25 000 spectateurs.

#### Champions 2007 de la Conférence FCS Big South
Avec un bilan de 8 victoires pour 3 défaites (4-0 en match intra-conférence), les Liberty Flames, dirigés par Danny Rocco (en) remportent leur premier titre de champions de la Big South Conference en battant en finale de conférence sur le score de 31 à 0 l'Université Gardner-Webb sur le score de 31 à 0,.

#### Champions 2008 de la Conférence FCS Big South
Continuant sur ses performances de la saison 2007, Liberty remporte 11 matchs consécutivement. Ils terminent la saison en battant à nouveau 30 à 10 en finale de conférence Gardner-Webb. Les Flames terminent la saison avec 10 victoires pour 2 défaites et sont invaincus (5-0) en matchs intra conférence. Ces victoires permettent à Liberty de devenir la toute première équipe de la Big South Conférence à gagner 5 matchs en une saison contre des équipes de sa conférence. Elle lui permet également d'être invaincue lors de deux saisons consécutives lors des matchs intra conférence égalant le record détenu établi par Gardner–Webb. Liberty termine 15e au classement Coaches des équipes FCS et 14e au classement Sports Network,,.

### Chant de guerre
La chanson Fan the Flames ! est le chant de guerre de l'université. Écrite au début des années 1990 par le Dr John Hugo, président des départements de Musique et des Humanités, elle est jouée lors des matchs à domicile par la fanfare de Liberty dénommée « The Spirit of the Mountain », chaque fois que les Flames scorent. Après une victoire, l'équipe la chante pour ses fans face à la tribune coté étudiants.
| Fan the Flames ! Fan the Flames ! Fan the Flames of Liberty ! Fan the Flames ! Fan the Flames ! Fan the Flames of Victory ! Fan the Flames and be true To the Red, White and Royal Blue Let the fire in your name set the spirit aflame Win a vict'ry for ol' LU ! |

### Palmarès enNCAA Division I FCS
| Saison                                      | Conférence                                  | Place                                       | Entraîneur           | Bilan global       | Bilan intra-conférence |
| ------------------------------------------- | ------------------------------------------- | ------------------------------------------- | -------------------- | ------------------ | ---------------------- |
| 1973                                        | NAIA - Indépendants                         | -                                           | Lee Royer (en)       | 3—0                | -                      |
| 1974                                        | NAIA - Indépendants                         | -                                           | John Cartwright (en) | 5—4                | -                      |
| 1975                                        | NAIA - Indépendants                         | -                                           | John Cartwright (en) | 4—5                | -                      |
| 1976                                        | NAIA - Indépendants                         | -                                           | John Cartwright (en) | 4—1                | -                      |
| 1977                                        | NAIA - Indépendants                         | -                                           | Tom Dowling (en)     | 3—7                | -                      |
| 1978                                        | NAIA - Indépendants                         | -                                           | Tom Dowling (en)     | 4—5—1              | -                      |
| 1979                                        | NAIA - Indépendants                         | -                                           | Tom Dowling (en)     | 9—1—1              | -                      |
| 1980                                        | NAIA - Indépendants                         | -                                           | Tom Dowling (en)     | 7 —3               | -                      |
| 1981                                        | NCAA Division II - Indépendants             | -                                           | Tom Dowling (en)     | 1—9                | -                      |
| 1982                                        | NCAA Division II - Indépendants             | -                                           | Tom Dowling (en)     | 7—4                | -                      |
| 1983                                        | NCAA Division II - Indépendants             | -                                           | Tom Dowling (en)     | 2—9                | -                      |
| 1984                                        | NCAA Division II - Indépendants             | -                                           | Morgan Hout (en)     | 5—6                | -                      |
| 1985                                        | NCAA Division II - Indépendants             | -                                           | Morgan Hout (en)     | 3—4—1              | -                      |
| 1986                                        | NCAA Division II - Indépendants             | -                                           | Morgan Hout (en)     | 1—9                | -                      |
| 1987                                        | NCAA Division II - Indépendants             | -                                           | Morgan Hout (en)     | 3—7                | -                      |
| 1988                                        | NCAA Division I-AA - Indépendants           | -                                           | Morgan Hout (en)     | 8—3                | -                      |
| 1989                                        | NCAA Division I-AA - Indépendants           | -                                           | Sam Rutigliano (en)  | 7—3                | -                      |
| 1990                                        | NCAA Division I-AA - Indépendants           | -                                           | Sam Rutigliano (en)  | 7—4                | -                      |
| 1991                                        | NCAA Division I-AA - Indépendants           | -                                           | Sam Rutigliano (en)  | 4—7                | -                      |
| 1992                                        | NCAA Division I-AA - Indépendants           | -                                           | Sam Rutigliano (en)  | 7—4                | -                      |
| 1993                                        | NCAA Division I-AA - Indépendants           | -                                           | Sam Rutigliano (en)  | 6—5                | -                      |
| 1994                                        | NCAA Division I-AA - Indépendants           | -                                           | Sam Rutigliano (en)  | 5—6                | -                      |
| 1995                                        | NCAA Division I-AA - Indépendants           | -                                           | Sam Rutigliano (en)  | 8—3                | -                      |
| 1996                                        | NCAA Division I-AA - Indépendants           | -                                           | Sam Rutigliano (en)  | 5—6                | -                      |
| 1997                                        | NCAA Division I-AA - Indépendants           | -                                           | Sam Rutigliano (en)  | 9—2                | -                      |
| 1998                                        | NCAA Division I-AA - Indépendants           | -                                           | Sam Rutigliano (en)  | 5—6                | -                      |
| 1999                                        | NCAA Division I-AA - Indépendants           | -                                           | Sam Rutigliano (en)  | 4—7                | -                      |
| 2000                                        | NCAA Division I-AA - Indépendants           | -                                           | Ken Karcher (en)     | 3—8                | -                      |
| 2001                                        | NCAA Division I-AA - Indépendants           | -                                           | Ken Karcher (en)     | 3—8                | -                      |
| 2002                                        | NCAA Division I-AA - Big South Conference   | 3e[11]                                      | Ken Karcher (en)     | 2–9                | 1—2                    |
| 2003                                        | NCAA Division I-AA - Big South Conference   | 2e[12]                                      | Ken Karcher (en)     | 6—6                | 3—1                    |
| 2004                                        | NCAA Division I-AA - Big South Conference   | 2e[13]                                      | Ken Karcher (en)     | 6—5                | 3—1                    |
| 2005                                        | NCAA Division I-AA - Big South Conference   | 5e[14]                                      | Ken Karcher (en)     | 1—10               | 0—4                    |
| 2006                                        | NCAA Div. I FCS - Big South Conference      | 4e[15]                                      | Danny Rocco (en)     | 6–5                | 2–2                    |
| 2008                                        | NCAA Div. I FCS - Big South Conference      | 1er[17]                                     | Danny Rocco (en)     | 10–2               | 5–0                    |
| 2009 (en)                                   | NCAA Div. I FCS - Big South Conference      | 1er[18] †                                   | Danny Rocco (en)     | 8–3                | 5–1                    |
| 2010 (en)                                   | NCAA Div. I FCS - Big South Conference      | 1er[19] †                                   | Danny Rocco (en)     | 8–3                | 5–1                    |
| 2011 (en)                                   | NCAA Div. I FCS - Big South Conference      | 2e[19]                                      | Danny Rocco (en)     | 7–4                | 5–1                    |
| 2012 (en)                                   | NCAA Div. I FCS - Big South Conference      | 1er[20] †                                   | Danny Rocco (en)     | 6–5                | 5–1                    |
| 2013 (en)                                   | NCAA Div. I FCS - Big South Conference      | 1er[21] †                                   | Turner Gill (en)     | 8–4                | 4–1                    |
| 2014 (en)                                   | NCAA Div. I FCS - Big South Conference      | 1er[22] †                                   | Turner Gill (en)     | 9–5                | 4–1                    |
| 2015 (en)                                   | NCAA Div. I FCS - Big South Conference      | 3e[23]                                      | Turner Gill (en)     | 6–5                | 3–3                    |
| 2016 (en)                                   | NCAA Div. I FCS - Big South Conference      | 6[24] †                                     | Turner Gill (en)     | 6–5                | 4–1                    |
| 2017 (en)                                   | NCAA Div. I FCS - Big South Conference      | 6e[25]                                      | Turner Gill (en)     | 6–5                | 2–3                    |
| Nombre total de titre de conférence FCS : 8 | Nombre total de titre de conférence FCS : 8 | Nombre total de titre de conférence FCS : 8 | † : titre partagé.   | † : titre partagé. | † : titre partagé.     |
Liberty a remporté huit titres de conférence FCS dont six partagés :
| Saison             | Conférence           | Entraîneur  | Bilan global | Bilan intra-conférence |
| ------------------ | -------------------- | ----------- | ------------ | ---------------------- |
| 2007               | Big South Conference | Danny Rocco | 8–3          | 4–0                    |
| 2008               | Big South Conference | Danny Rocco | 10–2         | 5–0                    |
| 2009†              | Big South Conference | Danny Rocco | 8–3          | 5–1                    |
| 2010†              | Big South Conference | Danny Rocco | 8–3          | 5–1                    |
| 2012†              | Big South Conference | Turner Gill | 6–5          | 5–1                    |
| 2013†              | Big South Conference | Turner Gill | 8–4          | 4–1                    |
| 2014†              | Big South Conference | Turner Gill | 9–5          | 4–1                    |
| 2016†              | Big South Conference | Turner Gill | 6–5          | 4–1                    |
| † : titre partagé. |                      |             |              |                        |
Entre 1988 et 2017, Liberty n'a disputé qu'une phase éliminatoire de la NCAA Division I FCS à une reprise (bilan 1-1) :
| Saison | Tour     | Adversaire             | Résultat |
| ------ | -------- | ---------------------- | -------- |
| 2014   | 1er tour | Dukes de James Madison | G, 26–21 |
| 2014   | 2e tour  | Wildcats de Villanova  | P, 22-29 |

### Palmarès enNCAA Division I FBS
| Saison                                      | Conférence   | Place | Entraîneur     | Bilan global | Bilan intra-conférence |
| ------------------------------------------- | ------------ | ----- | -------------- | ------------ | ---------------------- |
| 2018 (en)                                   | Indépendants | -     | Turner Gill    | 6–6          | –                      |
| 2019 (en)                                   | Indépendants | -     | Hugh Freeze    | 8–5          | –                      |
| 2020 (en)                                   | Indépendants | -     | Hugh Freeze    | 10–1         | –                      |
| 2021 (en)                                   | Indépendants | -     | Hugh Freeze    | 8–5          | –                      |
| 2022 (en)                                   | Indépendants | -     | Hugh Freeze    | 8–5          | –                      |
| 2023 (en)                                   | CUSA         | 1re   | Jamey Chadwell | 13–1         | 8–0                    |
| Nombre total de titre de conférence FBS : 1 |              |       |                |              |                        |

#### Titres de conférence
Liberty a remporté un titre de la Conference USA.
| Saison | Conférence     | Entraîneur     | Adversaire                 | Résultat de la finale de conférence |
| ------ | -------------- | -------------- | -------------------------- | ----------------------------------- |
| 2023   | Conference USA | Jamey Chadwell | Aggies de New Mexico State | G, 49 – 35                          |

Liberty a participé à cinq bowls universitaires de NCAA Div I FBS :
| Saison | Entraîneur     | Bowl                  | Adversaire                       | Résultat |
| ------ | -------------- | --------------------- | -------------------------------- | -------- |
| 2019   | Hugh Freeze    | Cure Bowl 2019        | Eagles de Georgia Southern       | G, 23–16 |
| 2020   | Hugh Freeze    | Cure Bowl 2020        | Chanticleers de Coastal Carolina | G, 37–34 |
| 2021   | Hugh Freeze    | LendingTree Bowl 2021 | Eagles d'Eastern Michigan        | G, 56–20 |
| 2022   | Hugh Freeze    | Boca Raton Bowl 2022  | Rockets de Toledo                | P, 19–21 |
| 2023   | Jamey Chadwell | Fiesta Bowl 2024      | Ducks de l'Oregon                | P, 6–45  |

### Entraîneurs
Le programme de football américain de Liberty a connu dix entraîneurs principaux au cours de son histoire :
| N° | Entraîneur      | Saisons     | Niveau de jeu                                              | Bilan | Bilan | Bilan | %    |
| -- | --------------- | ----------- | ---------------------------------------------------------- | ----- | ----- | ----- | ---- |
| N° | Entraîneur      | Saisons     | Niveau de jeu                                              | V.    | D.    | N.    | %    |
| 1  | Lee Royer       | 1973        | NAIA                                                       | 03    | 03    | 0     | 50,0 |
| 2  | John Cartwright | 1974-1976   | NAIA                                                       | 14    | 13    | 1     | 51,8 |
| 3  | Tom Dowling     | 1977–1983   | NAIA (1977–1980) NCAA Division II (1981–1983)              | 33    | 38    | 2     | 46,6 |
| 4  | Morgan Hout     | 1984–1988   | NCAA Division II (1984–1987) NCAA Division I FCS (1988)    | 20    | 29    | 1     | 41,0 |
| 5  | Sam Rutigliano  | 1989–1999   | NCAA Division I FCS                                        | 67    | 53    | 0     | 55,8 |
| 6  | Ken Karcher     | 2000–2005   | NCAA Division I FCS                                        | 21    | 46    | 0     | 31,3 |
| 7  | Danny Rocco     | 2006–2011   | NCAA Division I FCS                                        | 47    | 20    | 0     | 70,1 |
| 8  | Turner Gill     | 2012–2018   | NCAA Division I FCS (2012–2017) NCAA Division I FBS (2018) | 47    | 35    | 0     | 57,3 |
| 9  | Hugh Freeze     | 2019-2022   | NCAA Division I FBS                                        | 34    | 15    | 0     | 69,4 |
| 10 | Jamey Chadwell  | depuis 2023 | NCAA Division I FBS                                        | 13    | 1     | 0     | 92,9 |

- la FBS était dénommée Division I-A avant la saison 2006 ;
- la FCS était dénommée Division I-AA avant la saison 2006.

### Flames en NFL
| Nom                       | Poste | Carrière en NFL | Autre                                                              |
| ------------------------- | ----- | --- | ------------------------------------------------------------------ |
| Walt Aikens (en)          | CB    | Dolphins de Miami (2014-19)                                                                                        | 4e choix global de la draft 2014 de la NFL                         |
| Mike Brown                | WR    | Jaguars de Jacksonville (2012-14)                                                                                  | Entraîneur des running backs de Liberty                            |
| Dwayne Carswell (en)      | TE    | Broncos de Denver (1994-2006)                                                                                      | Pro Bowl 2002, vainqueur des Super Bowls XXXII et XXXIII           |
| Samkon Gado (en)          | RB    | Packers de Green Bay (2005-06), Texans de Houston (2007), Dolphins de Miami (2007) Rams de St. Louis (2008-09)     |                                                                    |
| Antonio Gandy-Golden (en) | WR    | Commanders de Washington (depuis 2020)                                                                             | 142e choix global lors du 4e tour de la draft 2020 de la NFL       |
| Erick Green               | TE    | Steelers de Pittsburgh (1990-94), Dolphins de Miami (1995) , Ravens de Baltimore (1996-98) Jets de New York (1999) | 21e choix global de la draft 1990 de la NFL, Pro Bowl 1994 et 1995 |
| Wayne Haddix (en)         | CB    | Giants de New York (1987-89), Buccaneers de Tampa Bay (1990-91), Bengals de Cincinnati (1991)                      |                                                                    |
| Rashad Jennings           | RB    | Jaguars de Jacksonville (2009–12), Raiders d'Oakland (2013), Giants de New York (2014–16)                          | 250e choix global lors du 7e tour de la draft 2009 de la NFL       |
| James McKnight (en)       | WR    | Seahawks de Seattle (1994-98), Cowboys de Dallas (1999-00), Dolphins de Miami (2001-03), Giants de New York (2004) |                                                                    |
| Malik Willis              | QB    | Titans du Tennessee (2022-..)                                                                                      | 3e tour de la draft 2022 de la NFL                                 |

## Baseball
Le programme de baseball (en) débute en 1974.
Quatre de ses alumni ont intégré la Major League Baseball soit Doug Brady (en), Sid Bream, Lee Guetterman (en) et Randy Tomlin (en).
L'équipe a atteint à trois reprises les NAIA Baseball World Series (en), terminant 5e en 1980, 1981 et 1982.
Les Flames font leur première apparition au tournoi de NCAA Division I Baseball Championship (en) en 1993, après que l'université ait été admise au sein de la NCAA Division I en 1989. Le programme y a depuis reparticipé en 1998 et en 2000.
Le programme a atteint pour la première fois les finales régionales en 2013 mais y ont été battus par les Gamecocks de la Caroline du Sud.

## Basketball

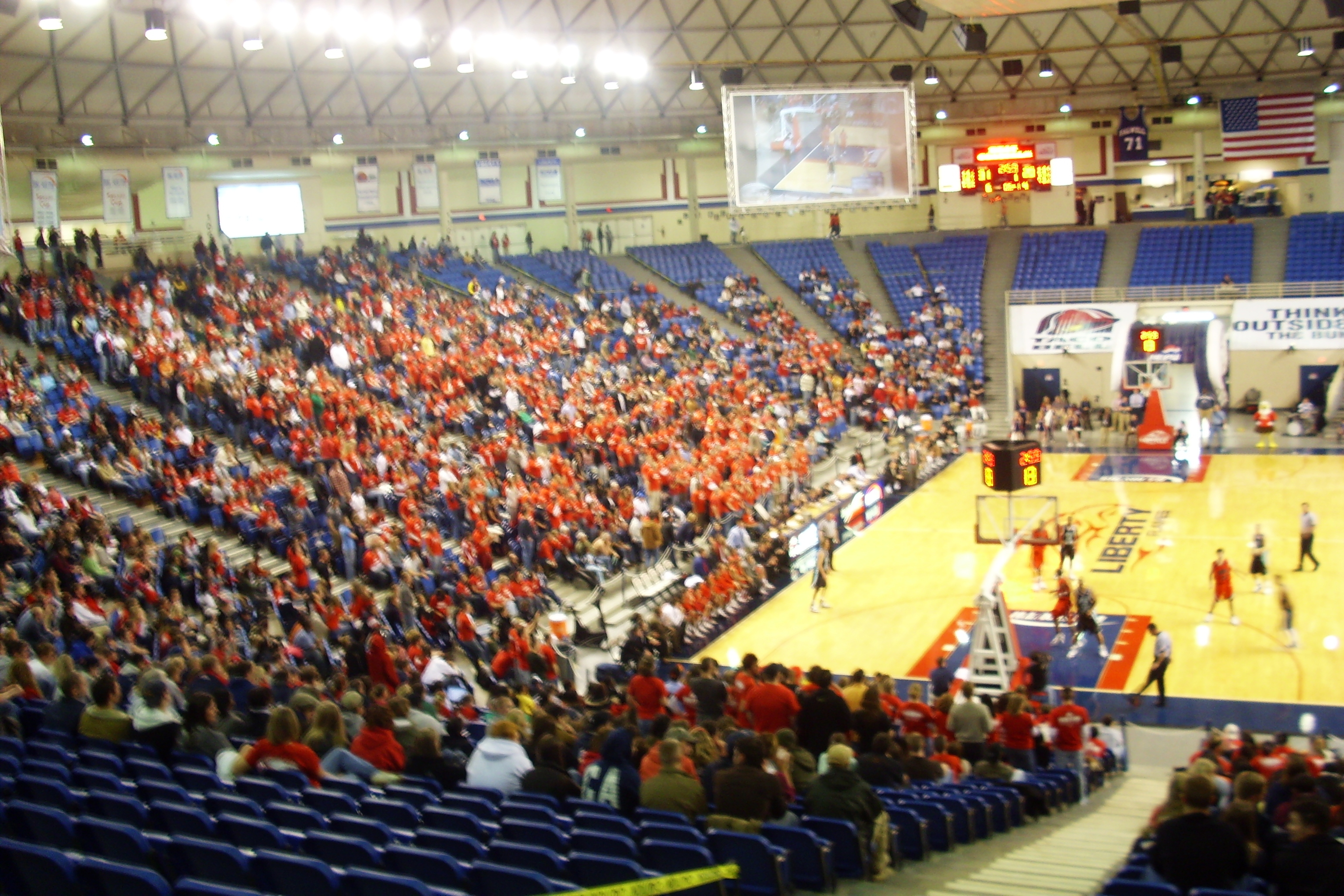
L'équipe de basketball des Flames de Liberty en 2008

Le programme de basket débute en 1972 sous les ordres de l'entraîneur principal Dan Manley. Les Flames terminent avec un bilan de 13 victoires pour 14 défaites lors de leur première saison.
Au terme de la saison 2009–10, huit entraîneurs se sont succédé au poste d'entraîneur principal :
- Dan Manley (1972–77),
- Harley Swift (en) (1977–78)
- Dale Gibson (en) (1978–81)
- Jeff Meyer (1981–97)
- Randy Dunton (en) (1997–98 et 2003–07)
- Mel Hankinson (en) (1998–03)
- Ritchie McKay (en) (2007–09 et 2015–présent)
- Dale Layer (en) (2009–2015).

Au terme de la saison 2008–09, les Flames affichaient un bilan global de 524 victoires pour 555 défaites (48,6 %).
Liberty a atteint à quatre reprises la phase éliminatoire de la NCAA Division I : 
- Défaite 71 à 51 contre les UNC (en) (71–51) lors du premier tour du tournoi NCAA 1994 de basket-ball après avoir remporté le tournoi de la Big South Conference.
- Défaite 82 à 63 contre les Hawks de Saint-Joseph lors du tournoi NCAA 2004 après avoir remporté son second tournoi de la Big South Conference en battant 89 à 44 High Point (en).
- Défaite 73 à 72 contre les Aggies de North Carolina A&T lors du tournoi NCAA 2013 après avoir remporté son troisième tournoi de la Big South Conference en battant 87 à 76 Charleston Southern.
- Victoire 80 à 76 contre les Bulldogs de Mississippi State et défaite 67 à 58 contre les Hokies de Virginia Tech lors du tournoi NCAA 2019 après avoir remporté son premier tournoi de l'ASUN Conference en battant 74 à 68 Lipscomb (en).
- Les Flames ont remporté leur deuxième championnat de l'ASUN Conference en 2020, battant Lipscomb 73 à 57 en finale. Cependant, le tournoi NCAA a été annulé en raison du COVID-19.
- Malgré une défaite en demi finale du tournoi de la Big South Conference en saison 2008–09, les Flames sont invités au tout premier CollegeInsider.com Postseason Tournament. Liberty gagne lors du premier tour contre Rider (en) avant d'être battu en quart de finale par les Dukes de James Madison.

On note également la victoire 68 à 35 contre Point Loma College (en) lors du tournoi NCCAA (en) de 1980.
L'équipe au terme de la saison 2012–13 remporte le championnat de la Big South Conference avec un bilan global de 15 victoires pour 20 défaites (6-10 en matchs intra-conférence) et devient la seconde équipe de l'histoire de la NCAA à se qualifier avec un bilan de 20 défaites pour le tournoi final de la NCAA Division I.

## Installations

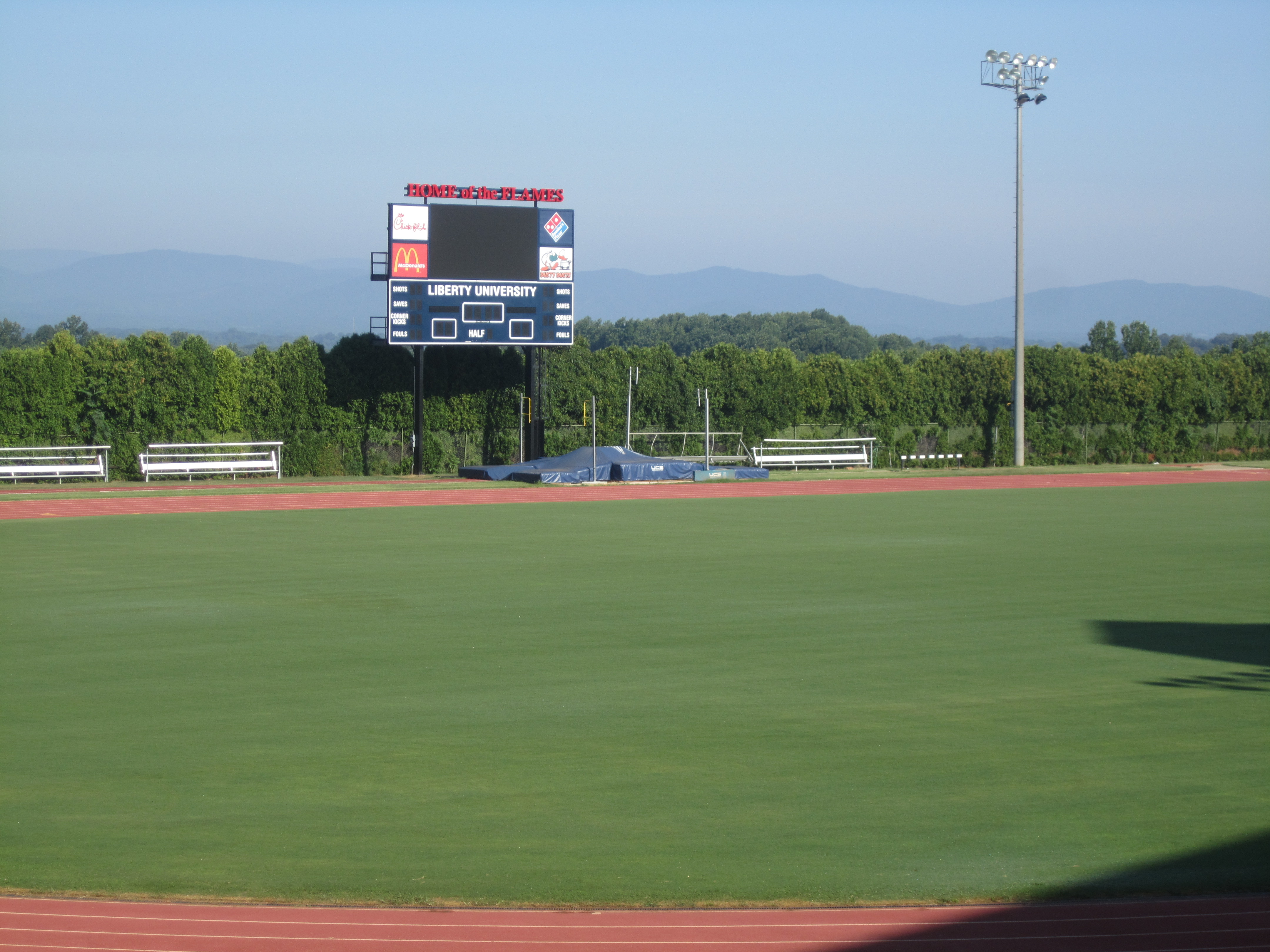
La piste d'athlétisme de l'Université Liberty à Lynchburg, en Virginie.

### Williams Stadium
Le Williams Stadium est une stade de football américain situé sur le campus de l'université érigé en 1989. Il avait une capacité initiale de 12 000 places. Une première phase de rénovation se termine le 2 octobre 2010. le Williams Stadium possède maintenant une tour de presse de cinq étages. 7 200 places supplémentaires ont été installées grâce à la construction d'un deuxième plate-forme à l'entrée principale et à l'allongement des tribunes est et ouest. La capacité actuelle est de 19 200 places.

### Vines Center
Le Vines Center (en) est une enceinte de 8 085 places construite en 1990 où ont lieu les matchs des équipes de basket masculines et féminines mais également les compétitions de lutte (hommes) et de volley-ball féminin. Il a accueilli le tournoi masculin final de basket-ball de la Big South Conference de 1995 à 1998, ainsi que tous les tours du tournoi, sauf pour le premier tour en 2003 et 2004. En automne 2008, les sièges de la salle sont entièrement rénovés. De nouveaux sièges aux couleurs rouge et bleu sont installées. Le 28 août 2009, Jerry Falwell, Jr., le recteur de l'Université Liberty, annonce que l'Université prévoit des aménagements pour porter la salle à 11 000 places en configuration compétition et à 12 000 pour les conférences.

### Liberty Arena
La Liberty Arena (en), d'une capacité de 4 000 places, a été achevée en octobre 2020. Elle deviendra le domicile principal des équipes de basket masculines et féminines, ainsi que de l'équipe féminine de volley-ball. Vines Center continuera à être utilisé pour certains jeux, ainsi que pour d'autres événements universitaires.

### LaHaye Ice Center
Le LaHaye Ice Center (en) fut construit en 2005 et inauguré en 2006. Sa capacité est de 3 000 et accueille les matchs des équipes masculines et féminines de hockey sur glace.

### Liberty Baseball Stadium
Le Liberty Baseball Stadium (en) est un stade d'une capacité de 2 500 places, ouvert depuis 2013 et qui accueille les matchs de l'équipe masculine de baseball des Liberty Flames.

### Autres infrastructures
- L'Osborne Stadium est un stade de 1 000 places dont la pelouse en gazon naturel accueille les compétitions de football (soccer) ainsi que celles de crosse (un des programmes sportif le plus récent à Liberty). Osborne a été construit en 2009 et est le complexe le plus récent du campus.
- Le Liberty Softball Field est un site composé de gazon naturel d'une capacité de 500 places dédié au softball et construit en 1993.
- Le Tolsma Indoor Track Center est situé dans la partie nord du campus. La piste d'athlétisme en salle a été construite en 2006 et a une capacité de 1 000 places. L'équipement comporte une piste ovale de 200 mètres avec 4 couloirs dans les virages et 8 en lignes droites, deux aires de sauts (pour le saut en longueur et le triple saut), une aire de saut à la perche, de saut en hauteur et une pour les lancers[29].
- le Matthes-Hopkins Track Complex est un stade d'athlétisme en extérieur construit en 1989. Le complexe possède une capacité de 500 places, une piste de 400 mètres de huit couloirs, 4 site dédiés aux sauts en longueur, trois aires de saut à la perche, une pour le saut en hauteur, 2 pour le lancer du javelot, 2 podiums et une aire pour le lancer du poids et du disque. Le complexe a accueilli 6 des 15 championnats d'athlétisme de la Big South Conférence (hommes et femmes)[30].
- Les courts de tennis de la Liberty University.